# Tokugava Iemocsi
Tokugava Iemocsi (徳川 家茂; Hepburn: Tokugawa Iemochi), (1846. július 17. – 1866. augusztus 29.) volt a 14. Tokugava sógun. Uralma 1858. augusztus 14-étől 1866. augusztus 29-éig tartott. Tokugava Iemocsi próbálta megerősíteni a sógunátust, és a kapcsolatát a császárral.  Ennek ellenére sorozatosan téves döntéseket hozott, többek között véget vetett a Szankin Kótajnak, ezzel meggyengítette a sógunátus erejét a daimjók felett. Uralkodásának éveit nyugtalanság és politikai belharcok jellemezték.

## Fiatalkora
Eredeti neve Tokugava Kikucsijo volt. Apja, Tokugava Narijuki a 11. sógun, Tokugava Ienari fiatalabbik fia volt, így nem örökölhette a sóguni címet, csupán Vakajama han daimjója lehetett. Kikucsijo Edoban született 1846. július 16-án, a mai földrajzi viszonyokat tekintve, Tokió Minato nevű kerületében. Ő volt a legidősebb fiúgyermek a családjában. 1847-ben a 12. generációs Tokugava Narikacu daimjó örökbefogadta és az örökösévé tette. 1851-ben a nagykorúsági cermónián a Jositomi nevet vette fel.

## Sógunátus
1858-ban a főági Tokugava család örökösévé vált, miután unokatestvére a 13. sógun, Tokugava Ieszada örökös nélkül halt meg. Ekkor változtatta meg a nevét Iemocsira. A sóguni cím elnyerését azonban nem fogadta osztatlan egyetértés. A kormány, valamint a nagy befolyással rendelkező Tokugava Narioki ugyanis Tokugava Josinobut és Macudaira Naritamit támogatta inkább, ők ugyanis a gyermek Iemocsival szemben már felnőttek voltak. Iemocsi azonban Ii Naoszuke támogatásával legyőzte ellenfeleit és a későbbi, 15. sógunt, Tokugava Josinobut házi őrizetbe helyeztette a követőivel együtt.
Iemocsi sógunátusának idejét négy nagy korszakra lehet osztani:
- Anszej (1854–1860)
- Man'en (1860–1861)
- Bunkjú (1861–1864)
- Gendzsi (1864–1865)
- Kejó (1865–1868)

## Házassága
Iemocsi, az 1846 és 1867 között uralmon lévő Kómei japán császár lánytestvérét, Kazu no Miját vette el feleségül. Kazu hercegnő, akárcsak Iemocsi 1846-ban született, apja az 1817 és 1846 között uralkodó Ninkó japán császár volt. Kazu no Mija jegyese eredetileg Ariszugava no Mija Naruhito herceg volt, azonban a jegyességet felbontották, Kazu hercegnő 26 napig tartó út árán Kiotóból Edóba utazott és 1862-ben, az akkor mindössze 17 éves Iemocsihoz adták feleségül. Házasságuk az úgynevezett „Kóbu Gattai” politika miatt jött létre. Ennek célja a sógunátus és a császár kibékítése volt. Az 1858 és 1860 között zajlott, úgynevezett Anszej tisztogatás során több mint 100 császárság párti nemest öltek meg, akik nem támogatták a sógun külföld felé nyitó politikáját. A tisztogatást a bakufu részéről Ii Naoszuke vezette. Mikor Naoszuke megbetegedett, Kuze Hirocsika és Andó Nobumasza úgy látták, hogy itt a lehetőség a két fél megbékítésére a fiatalok házassága révén.
Kazu hercegnő 1877-ben halt meg, Iemocsihoz hasonlóan beri-beri kórban szenvedett.

## Halála
Tokugava Iemocsi a második csósúi hadjárat során halt meg. Az utazás során betegsége, a B1 vitamin hiány miatt fellépő beri-beri kór elhatalmasodott rajta. A hadjárat során Iemocsi szembesült vele, hogy milyen jelentős mértékben meggyengült a sógunátus, sok klán nem támogatta, és a sóguni haderők döntő vereséget szenvedtek. Ez vezetett ahhoz a korábban elképzelhetetlen lépéshez, hogy Iemocsi benyújtotta a lemondó levelét, amit azonban nem fogadtak el. Utolsó napjait az oszakai várkastélyban töltötte. Ekkor már a legfontosabb kérdés az volt, hogy a gyermektelen Iemocsinak ki legyen az utódja. Iemocsi azt szerette volna, hogy a 3 éves Kamenoszuke, Tokugava Josijori fia legyen az örököse. Ezzel azonban még a hozzá közel állók sem értettek egyet, hiszen Japán kritikus helyzetben volt. Mindenki úgy gondolta, hogy egy erőskezű uralkodóra van szükség.  
Iemocsi 1866. augusztus 29-én halt meg. A sírja a tokiói Zojo-dzsiben van.

## Halála után
Tokugava Iemocsi örököse Tokugava Josinobu lett, aki 1866. augusztus 29-étől mindössze egy évig uralkodott, 1867. november 19-éig. Ő volt az utolsó Tokugava sógun. Iemocsi egy meggyengült sógunátust hagyott hátra, amelyet Josinobunak kellett volna megerősíteni. Amikor nyilvánvalóvá vált, hogy ez nem lehetséges, Josinobu lemondott a sóguni címről, és élete hátralévő részében a nyilvánosságtól visszavonultan élt.

## A populáris kultúrában
- A 2008-as NHK Tajga drámában, az Acu Hercegnőben Tokugava Iemocsit Sóta Macuda személyesítette meg.
- A Gintama című népszerű mangában/animében Tokugava Iemocsit Tokugava Sige-Sige néven parodizálják ki.

## Fordítás
- Ez a szócikk részben vagy egészben  a   Tokugawa Iemochi című angol Wikipédia-szócikk fordításán alapul.  Az eredeti cikk szerkesztőit annak laptörténete sorolja fel. Ez a jelzés csupán a megfogalmazás eredetét és a szerzői jogokat jelzi, nem szolgál a cikkben szereplő információk forrásmegjelöléseként.